# Navalilla
Navalilla ist ein Ort und eine nordspanische Gemeinde (municipio) mit 97 Einwohnern (Stand: 2024) in der Provinz Segovia in der Autonomen Gemeinschaft Kastilien-León.

## Lage und Klima
Die Gemeinde Navalilla liegt etwa 44 km (Fahrtstrecke) nordnordöstlich von Segovia in einer mittleren Höhe von ca. 900 m. Das Klima ist im Winter rau, im Sommer dagegen gemäßigt bis warm; Regen (ca. 597 mm/Jahr) fällt übers Jahr verteilt.

## Bevölkerungsentwicklung
| Jahr      | 1970 | 1981 | 1991 | 2001 | 2011 | 2021 |
| Einwohner | 351  | 250  | 196  | 131  | 116  | 95   |

## Sehenswürdigkeiten

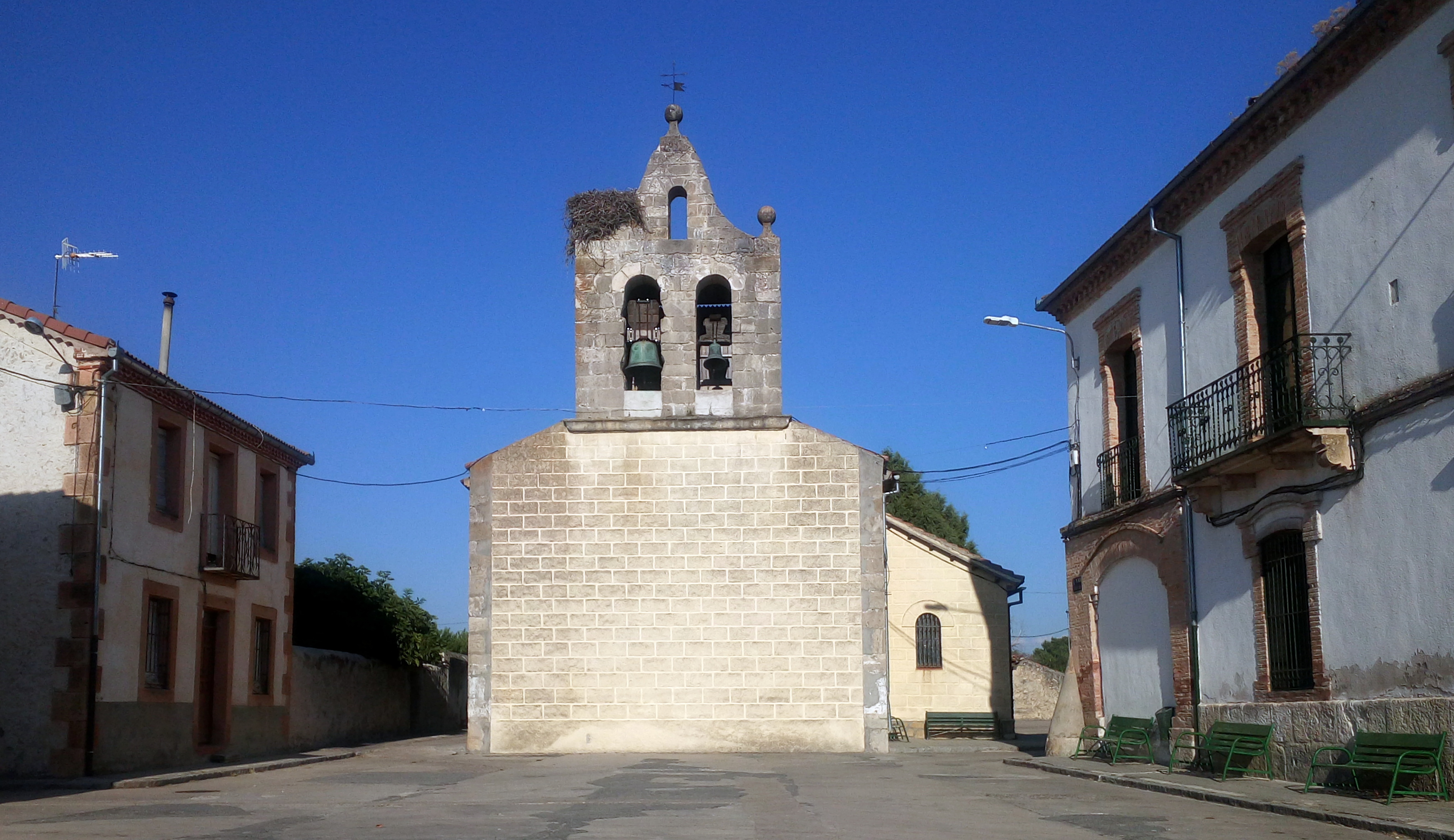
Sebastianuskirche
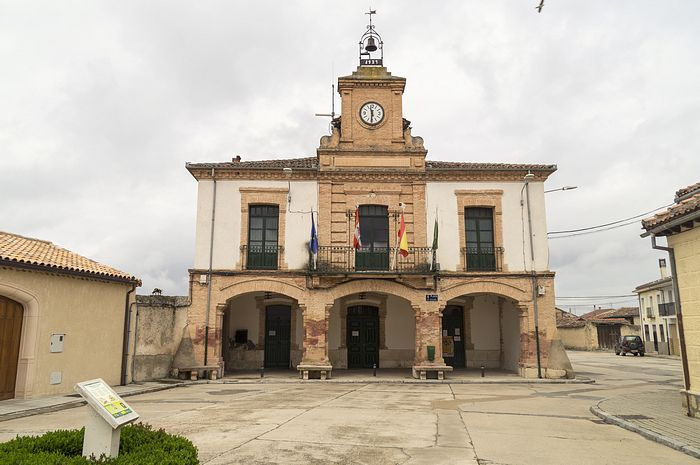
Rathaus

- Sebastianuskirche
- Rathaus